# Karanggadung
Karanggadung is een bestuurslaag in het regentschap Kebumen van de provincie Midden-Java, Indonesië. Karanggadung telt 2108 inwoners (volkstelling 2010).